# 新川町 (碧南市)
新川町（しんかわまち）は、愛知県碧南市の地名。

## 地理

### 河川・池沼
- 新川

### 交通
- 名鉄三河線新川町駅
- 愛知県道301号西尾新川港線
- 愛知県道302号新川町停車場線

### 施設
- 碧南市立新川中学校
- 新川幼稚園
- 碧南市立新川公民館
- 勤労者体育センター
- 碧南市立新川小学校
- 小林記念病院

## 歴史

### 地名の由来
河川の名称に由来する。

### 沿革
- 1976年（昭和51年） - 碧南市旧新川町域の一部により、同市新川町が成立[1]。旧碧海郡新川町は、1948年（昭和23年）の碧南市編入により消滅しており、旧町域についても、1973年（昭和48年）に一部が山下町、1976年（昭和51年）には新川町のほか、松江町・田尻町・六軒町・丸山町・久沓町・堀方町・天王町・福清水町・道場山町・浅間町・山神町・篭田町・千福町・浜尾町・住吉町・金山町・東山町・西山町・鶴見町・相生町を編成している[1]。

### 人口の変遷
国勢調査による人口および世帯数の推移。
| 1995年（平成7年）  | 169世帯 693人 |  |
| 2000年（平成12年） | 178世帯 685人 |  |
| 2005年（平成17年） | 176世帯 630人 |  |
| 2010年（平成22年） | 214世帯 712人 |  |
| 2015年（平成27年） | 211世帯 619人 |  |
| 2020年（令和2年）  | 224世帯 646人 |  |

### WEB
1. ↑  “愛知県碧南市の町丁・字一覧”.   人口統計ラボ. 2024年3月8日閲覧。
2. 1 2  総務省統計局 (2022年2月10日). “令和2年国勢調査の調査結果(e-Stat) - 男女別人口，外国人人口及び世帯数－町丁・字等” (CSV). 2023年8月2日閲覧。
3. ↑  “読み仮名データの促音・拗音を小書きで表記するもの(zip形式) 愛知県” (zip).   日本郵便 (2024年2月29日). 2024年3月26日閲覧。
4. ↑  “市外局番の一覧” (PDF).   総務省 (2022年3月1日). 2022年3月22日閲覧。
5. ↑  “ナンバープレートについて”.   一般社団法人愛知県自動車会議所. 2024年1月21日閲覧。
6. ↑  総務省統計局 (2014年3月28日). “平成7年国勢調査の調査結果(e-Stat) - 男女別人口及び世帯数 －町丁・字等” (CSV). 2021年7月20日閲覧。
7. ↑  総務省統計局 (2014年5月30日). “平成12年国勢調査の調査結果(e-Stat) - 男女別人口及び世帯数 －町丁・字等” (CSV). 2021年7月20日閲覧。
8. ↑  総務省統計局 (2014年6月27日). “平成17年国勢調査の調査結果(e-Stat) - 男女別人口及び世帯数 －町丁・字等” (CSV). 2021年7月21日閲覧。
9. ↑  総務省統計局 (2012年1月20日). “平成22年国勢調査の調査結果(e-Stat) - 男女別人口及び世帯数 －町丁・字等” (CSV). 2021年7月21日閲覧。
10. ↑  総務省統計局 (2017年1月27日). “平成27年国勢調査の調査結果(e-Stat) - 男女別人口及び世帯数 －町丁・字等” (CSV). 2021年7月21日閲覧。

### 書籍
1. 1 2 3  「角川日本地名大辞典」編纂委員会 1989, p. 705.